# Aechmea castanea
Aechmea castanea, popularmente chamada gravatá, é uma espécie de planta do gênero Aechmea e da família das bromeliáceas (Bromeliaceae). Foi descrita em 1955 por Lyman Bradford Smith. É endêmica do estado do Espírito Santo, no Brasil, e foi registrada nos municípios de Cariacica e Santa Teresa. Ocorre no domínio fitogeográfico de Mata Atlântica, em regiões com vegetação de floresta ombrófila pluvial. É uma espécie epífita, terrícola e herbácea.
Em 2005, foi citada como em perigo na Lista de Espécies da Flora Ameaçadas do Espírito Santo; em 2014, como em perigo na Lista Vermelha de Ameaça da Flora Brasileira do Centro Nacional de Conservação da Flora (CNCFlora); e em 2022, como em perigo na Lista Oficial de Espécies da Flora Brasileira Ameaçadas de Extinção - Anexo 1 Portaria MMA N.º 148, de 7 de junho de 2022 (Parte 12). Considera-se que esteja quase ameaçada, pois o habitat onde está presente sofre os efeitos da agricultura, que causam declínio da qualidade do habitat.

## Etimologia
O nome popular é um designativo comum das espécies de vários gêneros de bromeliáceas, incluindo Aechmea. Deriva do tupi karagwa'ta em sentido definido. O termo ocorreu em 1618 como garuatas e em 1782 como gravatá. Tem como variantes caraguatá (registrado em 1584 como caraguatâ, em 1594 como caraguata, em 1627 como caragatâ, em 1628 como caragoáta, e em 1631 como caraguoatha), caroatá (em 1675 caroátas e em 1761 caravatá), coroatá (em 1730 coroatâ), craguatá, crauatá (em 1781 crabatá, em 1817 acroatá e em 1875 crauatás) e curuatá.